# Estação Aeroporto (Metro do Porto)
A estação Aeroporto é estação ferroviária que serve o Aeroporto Francisco Sá Carneiro, na Maia. É o termino norte da Linha E do Metro do Porto. Localiza-se na freguesia de Moreira, concelho da Maia.